# Deutsche Pferdebranche
Die Deutsche Pferdebranche mit den ihr vor- und nachgelagerten Wirtschaftsbereichen ist ein sehr heterogener Sektor, der sich im Grenzbereich von Sport- und Freizeitmarkt, Wirtschaftlichkeit und Tierliebe bewegt. So kommt es insgesamt zu einer Vermischung ökonomischer wie auch gemeinnütziger Interessen; sport- oder verbandspolitische Faktoren spielen darüber hinaus ebenso eine Rolle wie Entwicklungen in der Agrarwirtschaft oder Tierschutzdiskussionen. Im Folgenden wird ein Überblick der wichtigsten Strukturen gegeben.

## Rahmendaten
Aktuelle, repräsentative Daten über die deutsche Pferdebranche liegen kaum vor. Eine Studie aus dem Jahr 2001 liefert Zahlen, die besagen, dass damals 1,6 bis 1,7 Mio. Menschen in Deutschland regelmäßig Pferdesport betrieben und weitere knapp 1,1 Mio. Menschen gerne reiten würden. Die Studie ergab außerdem eine Zahl von rund 1,2 Millionen Pferden und Ponys in der Bundesrepublik. Eine Studie der Universität Göttingen legt die Zahlen deutscher Reiter und Pferdebesitzer aus der Allensbacher Markt- und Werbeträgeranalyse dar, demnach reiten in Deutschland knapp 4 Mio. Personen über 14 Jahre mindestens gelegentlich und 890.000 Personen befinden sich im Besitz eines oder mehrerer Pferde. Im Jahr 2011 waren bei den Tierseuchenkassen ca. 840.000 Pferde registriert, die rund 160.000 Pferdehaltern gehörten. Ob diese Zahl den tatsächlichen deutschen Pferdebestand widerspiegelt, ist offen. Eine weitere Studie mit dem Bezugsjahr 2015 geht für Deutschland von lediglich 480000 Pferden aus (Schätzwert aus verschiedenen Quellen), bei insgesamt 7 Millionen Pferden in der EU.

## Pferde als Wirtschaftsfaktor
Die Erhebung aus dem Jahr 2001 besagt, dass in Deutschland mehr als 300.000 Menschen ihren Lebensunterhalt direkt oder indirekt durch den Pferdesport bestreiten und  mehr als 10.000 deutsche Unternehmen das Pferd als Hauptgeschäftsgegenstand haben. Der Gesamtumsatz der Branche liegt demnach bei über 5 Milliarden Euro im Jahr. Jährlich findet eine Vielzahl von Messen und anderen Veranstaltungen rund um das Thema Pferd in Deutschland statt, unter anderem die größte Pferdefachmesse der Welt, die Equitana, mit mehr als 200.000 Besuchern.

## Akteure der Pferdebranche

### Pferdesport und -zucht
Es gibt eine Vielzahl verschiedener Disziplinen und Reitweisen, die sich unter dem Begriff Pferdesport zusammenfassen lassen. Als klassische Reitweise werden dabei die olympischen Disziplinen bezeichnet, deren Medaillenspiegel Deutschland anführt. Seit dem Beginn des Wandels weg von der militärischen und rein sportlich geprägten Reiterei hin zum Reiten als Freizeitbeschäftigung in den 1960er Jahren wird der Pferdesport in Deutschland jedoch zunehmend vielfältiger, was sich in immer mehr neuen bzw. importierten Reitweisen und Rassen aus aller Welt zeigt. Die Vielfalt an Reitweisen bewirkt unter anderem eine Verbreitung unterschiedlicher Verfahren der Pferdehaltung und damit auch eine Verschiebung weg vom ursprünglich stark landwirtschaftlich geprägten Pferdehalter und -züchter hin zum Pferdehalter/-züchter ohne landwirtschaftliche Vorprägung. Bis heute ist die deutsche Warmblutzucht weltweit von Bedeutung. Nicht zuletzt Staatliche Gestüte der Pferdezucht in Deutschland tragen dazu bei, dass diese Tradition erhalten bleibt.

### Betriebsformen
Im Laufe der Zeit haben sich unterschiedliche Erwerbsformen rund um die Pferdehaltung und -zucht ausgebildet. Als wichtigste sind hier die Pensionspferdehaltung, Zucht- und Aufzuchtbetriebe, Reitschulen, Ausbildungsställe sowie Ferienbetriebe zu nennen. Neben den privatwirtschaftlichen Betrieben existieren gemeinnützige Vereine, die ebenfalls die Zucht oder Haltung von Pferden sowie die Ausbildung von Pferd und Mensch zum Zweck haben können.

### Verbands- und Vereinsstrukturen
Seit Mitte der 1960er Jahre wurden in Deutschland immer mehr Verbände für unterschiedliche Reitweisen gegründet. So gibt es neben der  Deutschen Reiterlichen Vereinigung e.V. (FN) mittlerweile u. a. die Vereinigung der Freizeitreiter und -fahrer in Deutschland e.V. (VFD), die Erste Westernreiter Union Deutschland e.V. (EWU), den Islandpferde-Reiter- und Züchterverband e.V. (IPZV) und den Verein Deutscher Distanzreiter und – fahrer e.V. (VDD). Diesen Bundes- bzw. Dachverbänden angeschlossen sind jeweils Landesverbände sowie örtliche Pferdesportvereine. In der Pferdezucht gibt es darüber hinaus regionale sowie rassespezifische Zusammenschlüsse.